# Menekülő szerelem
A Menekülő szerelem (eredeti cím: L'amour en fuite) 1979-ben készült francia romantikus filmdráma François Truffaut rendezésében.  
Truffaut ötödik – és egyben az utolsó – filmje Antoine Doinel (Jean-Pierre Léaud) életéről. Antoine elvált Christine-től (Claude Jade) és beleszeretett mert Antoine szerelmi kapcsolata van Christine legjobb barátjával, Liliane-val (Dani) .a lemezeket árusító Sabine-ba. A filmben újra találkozhatunk Doinel életének korábbi alakjaival. A harmincas éveiben járó Antoine elvált a feleségétől, Christine-től, és most az eladólány Sabine (Dorothée) a szerelme. Ám a kapcsolatuk feszültté válik, amikor a férfi vacsora helyett a fiával, Alphonse-zal találkozik a vasútállomáson. Itt véletlenül összefut az első szerelmével, Colette-tel (Marie-France Pisier), akiből sikeres ügyvéd lett. Épp most vette meg Antoine önéletrajzi könyvét. Miközben a régi emlékekről beszélgetnek, Antoine elmeséli a készülő regényének témáját is. Végül Antoine felkéri az exfeleségét, és most barátnője, Christine közvetíti Sabine-t. Christine találkozik Colettával. A két nő is emlékszik rá. A Truffaut esetében ez az alkalom számos visszahívásra.
Előzményei: Négyszáz csapás, Lopott csókok és Családi fészek.

## Szereplők
| Szerep                         | Színész             | Szinkronhang        |
| ------------------------------ | ------------------- | ------------------- |
| Antoine Doinel                 | Jean-Pierre Léaud   | Rajkai Zoltán       |
| Christine Doinel               | Claude Jade         | Létay Dóra          |
| Colette Tazzi                  | Marie-France Pisier | Kováts Adél         |
| Liliane                        | Dani                | Balázs Ági          |
| Sabine Barnerias               | Dorothée            | Majsai-Nyilas Tünde |
| Xavier Barnerias               | Daniel Mesguich     | Zámbori Soma        |
| Monsieur Lucien                | Julien Bertheau     | Szélyes Imre        |
| Christine ügyvédje             | Jean-Pierre Ducos   |                     |
| Bírónő a válóperes tárgyaláson | Marie Henriau       |                     |
| Colette anyja                  | Rosy Varte          | Tóth Enikő          |
| Alphonse Doinel                | Julien Dubois       |                     |
| Madame Ida                     | Monique Dury        |                     |
| Provence-i bíró                | Alain Ollivier      |                     |

## Szakirodalom
- Bikácsy Gergely: Bolond Pierrot moziba megy – a francia film ötven éve (Budapest, 1992, Héttorony Könyvkiadó – Budapest Film)
- François Truffaut: Önvallomások a filmről (Osiris Könyvtár – Film; Budapest, 1996, Osiris)

## Külső hivatkozások
- Menekülő szerelem a PORT.hu-n (magyarul)
- Menekülő szerelem az Internet Movie Database-ben (angolul)
- Menekülő szerelem a Rotten Tomatoeson (angolul)
- Menekülő szerelem a Box Office Mojón (angolul)